# آندریا تیریتیلو
آندریا تیریتیلو (انگلیسی: Andrea Tiritiello؛ زادهٔ ۲۸ مارس ۱۹۹۵) بازیکن فوتبال است.